# Maria Elena Moyano
Maria Elena Moyano (Santiago de Surco, 29 novembre 1958 – Villa El Salvador, 15 febbraio 1992) è stata un'attivista, femminista e organizzatrice sociale peruviana, popolarmente conosciuta come Madre Coraggio. Venne assassinata all'età di 33 anni dall'organizzazione maoista Sendero Luminoso il 15 febbraio 1992.

## Biografia
María Elena Moyano era nata a Santiago de Surco a Lima nel novembre 1958. Aveva sei fratelli e i suoi genitori erano Eugenia Delgado Cabrera e Hermógenes Moyano Lescano. È cresciuta in povertà nel pueblo joven di Villa El Salvador e ha vinto una borsa di studio per studiare legge all'Università Inca Garcilaso de la Vega, ma poi ha interrotto gli studi dopo due anni per dedicarsi all'impegno sociale.
Diventata responsabile della neonata scuola infantile, attivò mense popolari, associazioni per le madri e iniziative nutrizionali. Co-fondatrice della Federazione Popolare di Donne di Villa Salvador (FEPOMUVES) che nel 1992 comprendeva 112 mense popolari che fornivano trentamila pasti giornalieri e 507 Comitati del Bicchiere di Latte, che servivano circa sessantamila persone.

## Impegno politico
Moyano aveva posizioni critiche sia verso il pensiero rivoluzionario violento di Sendero Luminoso che verso il presidente Alberto Fujimori, considerato a capo di un potere debole, inquinato dalla corruzione e incapace di gestire l'economia.

## Assassinio
Le sue attività vennero contrastate da Sendero Luminoso, la cui ideologia negava la possibilità di attuare rivoluzioni pacifiche. Maria Elena condannò lo sciopero armato decretato dai guerriglieri per il 14 febbraio organizzando una marcia per la pace in contrapposizione a cui partecipano poche persone per paura di ritorsioni. Il giorno seguente, durante una serata di raccolta fondi, venne uccisa da due sicari; il suo corpo viene fatto esplodere con la dinamite. Sendero rivendicò l'attentato, ma l'assassinio gli si ritorse contro: al funerale parteciparono 300.000 persone e iniziò l'abbandono da parte di moltissimi sostenitori.

## Riconoscimenti
Il presidente Pedro Pablo Kuczynski la insignì dell'Ordine al merito del Perù postumo nel 2017..
Il film Coraje (Coraggio), uscito nel 1998, si ispirava alla sua figura.
Nel 1997 Amnesty International dedicò a Maria Elena Moyano un report sui diritti umani in Perù.

## Vita privata
Era sposata  con Gustavo Pineki dal 1980. La coppia ha avuto due figli.